# Parelboomloper
De parelboomloper (Margarornis squamiger) is een zangvogel uit de familie Furnariidae (ovenvogels).

## Verspreiding en leefgebied
Deze soort komt voor van westelijk Venezuela tot Bolivia en telt drie ondersoorten:
- M. s. perlatus: van westelijk Venezuela en Colombia tot noordelijk Peru.
- M. s. peruvianus: noordelijk en centraal Peru.
- M. s. squamiger: zuidelijk Peru en westelijk Bolivia.

## Status
De grootte van de populatie is niet gekwantificeerd maar de soort wordt omschreven als algemeen. Op de Rode lijst van de IUCN heeft deze soort de status niet bedreigd.